# Dasychira ila
Dasychira ila är en fjärilsart som beskrevs av Swinhoe 1904. Dasychira ila ingår i släktet Dasychira och familjen tofsspinnare. Inga underarter finns listade i Catalogue of Life.